# خوسيه كونتريرز (لاعب كرة قدم)
خوسيه كونتريرز (بالإسبانية: José Contreras Arrau)‏ هو لاعب كرة قدم تشيلي في مركز ظهير ‏، ولد في 23 مارس 1982 في فيلا آليمانا في تشيلي. شارك مع منتخب تشيلي لكرة القدم. أما مع النوادي، فقد لعب مع أوداكس إيتاليانو وسانتياغو واندررز ونادي أونيفرسيداد دي تشيلي وهواتشيباتو.

## وصلات خارجية
- خوسيه كونتريرز (لاعب كرة قدم) على موقع إي إس بي إن إف سي (الإنجليزية)
- خوسيه كونتريرز (لاعب كرة قدم) على موقع قاعدة بيانات كرة القدم.إي يو (الإنجليزية)
- خوسيه كونتريرز (لاعب كرة قدم) على موقع ناشيونال فوتبول تيمز (الإنجليزية)
- خوسيه كونتريرز (لاعب كرة قدم) على موقع عالم كرة القدم.نت (الإنجليزية)